# Telemaco

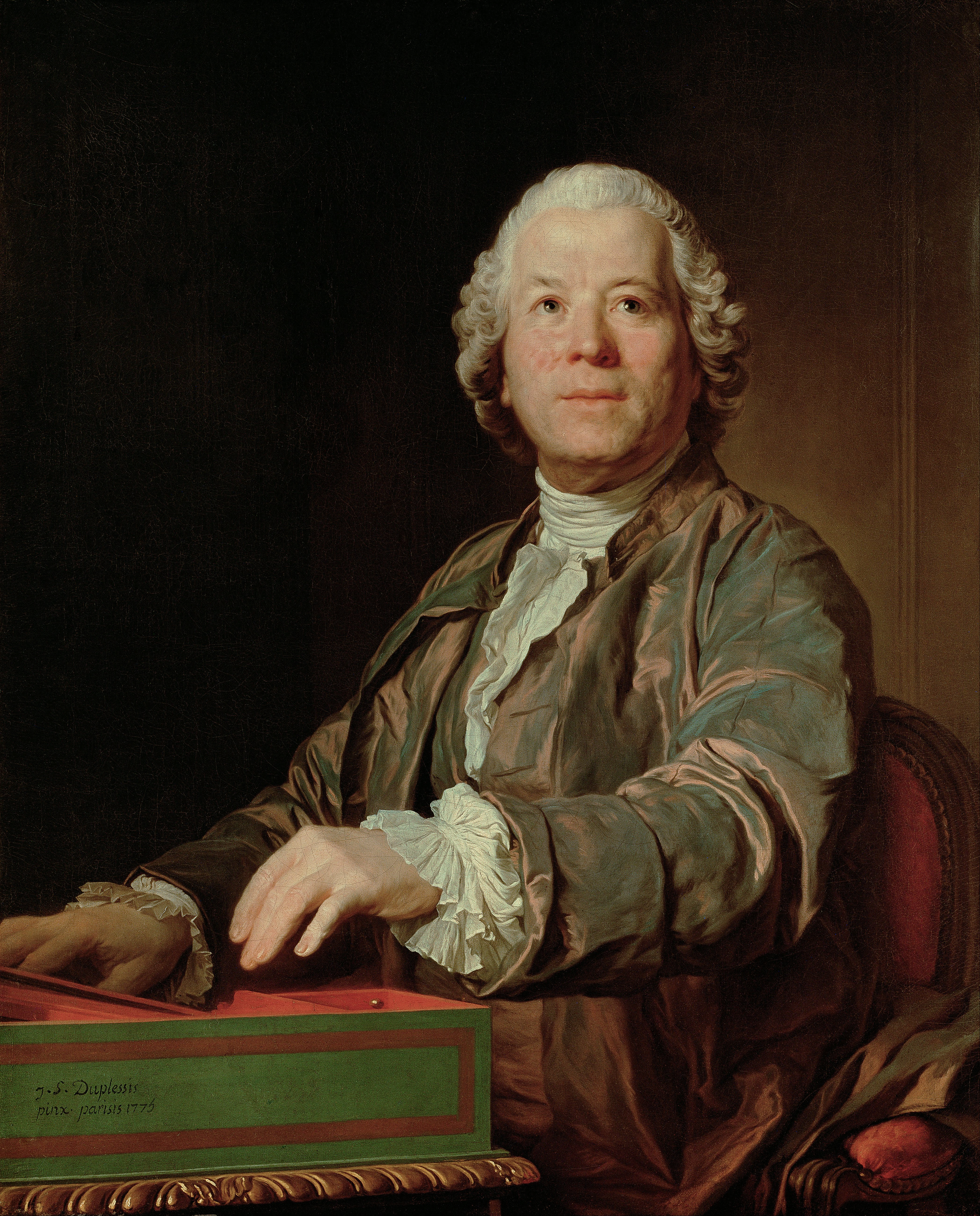
Christoph Willibald Gluck

Telemaco, ossia L'isola di Circe (Telemachos eller Circes ö) är en opera (dramma per musica) i två akter med musik av Christoph Willibald Gluck och libretto av Marco Coltellini efter Carlo Sigismondo Capeces libretto till Alessandro Scarlattis opera Telemaco (1718).

## Historia
Gluck komponerade tre nya verk till festligheterna av den blivande kejsare Josef II:s andra äktenskap (de andra två verken var operan Il Parnaso confuso och baletten Semiramis). Gluck publicerade aldrig operan och lånade åtskilligt med musik till senare verk. Uruppförandet skedde den 30 januari 1765 på Burgtheater i Wien.

## Personer
- Ulisse (Odysseus) (tenor)
- Circe (sopran)
- Telemaco (altkastrat)
- Asteria (sopran)
- Merione (soprankastrat)

## Handling
Ulisse och hans män är fångna hos trollkvinnan Circe. Hon älskar Ulisse medan han längtar hem. Hans son Telemaco uppenbarar sig och förälskar sig i Circes väninna Asteria. Ett orakel i kärlekens tempel tvingar Circe att frige grekerna.